# Císařovna Yin (He)
Císařovna Yin, čínsky: 陰皇后 (80 – 103) byla čínská císařovna v době nadvlády dynastie Chan. Byla první manželkou císaře He.
Yin byla dcerou Yin Ganga, pravnuka Yin Šiho, který byl bratrem císařovny Yin Lihuii. V roce 92 se stala císařskou konkubínou a zanedlouho i oblíbenkyní císaře He. Byla popisována jako krásná, avšak malá a nemotorná žena. Fyzicky často nezvládala povinnosti císařovny během důležitých ceremoniálů. Kvůli svému ušlechtilému původu a výhodnému sňatku bývala i arogantní.
V roce 96 byla Yin jmenována císařovnou, o rok později se její otec stal markýzem z Wufangu.
Po necelém roce přišla Yin o císařovu přízeň, nejspíš kvůli žárlivosti na jeho další oblíbenkyni, konkubínu Deng Sui, která rovněž pocházela z vyšších kruhů (byla vnučkou ministra Deng Yu za vlády císaře Kuang-wu). Na rozdíl od arogantní Yin byla Deng Sui popisována jako pokorná a vždy mírumilovná dívka, vycházející i se svými rivalkami. Poté, co císařovi synové umírali ve velmi nízkém věku, udržoval sexuální poměr s Deng Sui, zatímco s císařovnou Yin ne. Kvůli tomu byla Yin stála méně oblíbená.
Když císař He jednou onemocněl, Yin se začala prohlašovat za císařovnu dědičku a radovala se, že se Deng Sui zbaví. Ta uvažovala o sebevraždě, nakonec ji však zachránila jedna z dvorních dam falešnou zprávou o císařově uzdravení. Císař se však skutečně brzy uzdravil a Deng Sui i s rodinou unikla strašlivému osudu.
V roce 102 byly Yin a její babička Deng Zhu obviněny z čarodějnictví, údajně měly proklínat císařovy ostatní konkubíny, včetně Deng Sui. Její synové a bratr Yin Fu zemřeli během výslechu při mučení. Císařovna Yin byla sesazena ze své pozice a její otec Yin Gang spáchal sebevraždu. Ostatní členové její rodiny byli vyhoštěni do exilu. Yin zemřela v roce 103 ve věku 23 let a na její místo nastoupila Deng Sui.
V roce 110 povolila Deng Sui (v té době již císařovna vdova) návrat rodině Yin do země. Vrátila jim všechny zkonfiskované majetky a 500 stříbrných jako kompenzaci.